# Svend Grundtvig
Svend Hersleb Grundtvig (Copenaghen, 9 settembre 1824 – Frederiksberg, 14 luglio 1883) è stato un filologo danese.
È stato il principale studioso di tradizioni popolari della Danimarca nel XIX secolo.
Mantenne un sodalizio scientifico e una fitta corrispondenza con Francis James Child, che gli è debitore di praticamente tutti gli analoghi scandinavi per le ballate tradizionali in lingua inglese che formano il corpus delle Child Ballads.

## Biografia
Secondo figlio del poeta, scrittore e filosofo Nicolai Frederik Severin Grundtvig (1783 - 1872), ricevette direttamente dal padre un'approfondita istruzione classica e moderna con lo studio della lingua greca, della lingua inglese e della lingua danese e della relativa letteratura; il padre, però, non gli insegnò mai il latino. Le letture preferite dal giovanissimo Grundtvig furono la Bibbia, Omero, Erodoto, le antiche saghe nordiche, l'Edda, Sassone Grammatico e l'intera poesia nazionale danese. I figli del linguista Jón Sigurðsson gli insegnarono la lingua islandese moderna; assieme a loro pubblicherà in seguito la sua edizione delle ballate popolari islandesi.
All'età di 14 anni, il padre gli acquistò per pochi soldi un manoscritto di canzoni popolari risalente al 1656; il ragazzo se ne appassionò talmente tanto da iniziare già da allora a confrontarle e collazionarle con le edizioni a stampa coeve, rilevando le varianti e cercando di restituirne il testo originale. È già un lavoro di filologo. Il suo interesse per le ballate e le tradizioni popolari lo portò ben presto a fare di tale branca di studio il suo interesse principale, principalmente cercando di reperire tutte le ballate popolari danesi ancora conosciute e cantate all'epoca, a catalogarle e a ricostruirne la storia. Una passione e uno studio che il padre incoraggiò fortemente.
Tra il 1842 e il 1846 il giovane Grundtvig eseguì la traduzione di alcune ballate inglesi e scozzesi, pubblicate in quattro piccoli fascicoli. Nel 1843 il padre lo accompagnò nel suo primo viaggio in Gran Bretagna, dove ebbe modo di frequentare le biblioteche di Londra, Oxford e Edimburgo potendo così controllare i manoscritti contenenti ballate tradizionali fino alla fine del XVIII secolo, che trovò altrettanto lacunosi di quelli danesi. Tornato in patria, in due articoli pubblicati sulla rivista Dansk Folkeblad ("Giornale del popolo danese") espresse la sua intenzione e il suo programma di una nuova edizione delle ballate popolari danesi; assieme a Christian S. Ley, pubblicò nel dicembre del 1843 un celebre articolo intitolato Om Kæmpevisen til danske Mænd og Kvinder con il quale promosse la raccolta di tutte le ballate e canzoni popolari che ancora vivevano nella bocca del popolo. Una volta terminato il lavoro di traduzione delle ballate angloscozzesi, e iscrittosi all'Università, nel febbraio del 1847 presentò al Samfundet til den danske Litteraturs Fremme ("Società per la promozione della Letteratura danese") uno specimen della sua nuova edizione della poesia popolare danese. Il principio essenziale (e allora rivoluzionario) per tale edizione, era che di ogni ballata e canzone popolare si dovessero raccogliere tutte le varianti esistenti, sia registrate in manoscritto o a stampa, sia desunte direttamente dalla gente che ancora le conosceva. Fu un principio che segnò epoca in tale disciplina, dato che fino ad allora i raccoglitori dei vari paesi (come Thomas Percy) si erano limitati a scegliere una versione che ritenevano poeticamente più "valida" (e spesso a intervenire personalmente e arbitrariamente sul testo). Grundtvig si staccò da tale pratica, inaugurando un approccio strettamente filologico e di rispetto assoluto dei testi e delle loro varianti. La sua importanza per questo è assolutamente capitale, come verrà riconosciuto dallo stesso Child che confessò spesso di essergli grandemente debitore.
Ben presto, molti altri seguirono Grundtvig raccogliendo il suo invito, e si formò una schiera di raccoglitori, catalogatori e interpreti del ricchissimo patrimonio tradizionale popolare danese. Tra di essi si ricordano il compositore A.P.Berggreen (che si occupò principalmente delle melodie delle ballate), Christian Molbech, I.Levin Liebenberg e altri.
Animato da spirito nazionalistico, Svend Grundtvig prese parte (assieme al fratello Johan e a molti suoi amici e seguaci) alla Guerra dei tre anni (Treårskrigen), scoppiata nel 1848 divenendo Tenente e prendendo parte alle battaglie di Dybbøl e Isted. Ricevette per questo una decorazione da cavaliere. In una lettera al padre del 1849, in piena guerra, espresse la sua speranza di liberazione della Danimarca dal giogo straniero e il suo rifiorire nello spirito del popolo. Tornato a Copenaghen alla fine della guerra, riprese i suoi studi e le sue ricerche pubblicando nel 1856 il primo volume della sua edizione (dedicato alle ballate di argomento magico e, nel 1862, il secondo volume dedicato alle ballate di argomento storico. Solo questi due volumi occupavano 2043 pagine; per ogni ballata Grundtvig aveva redatto una copiosa introduzione basata su scrupolosi criteri di indagine storica e filologica e risultando così il vero iniziatore del metodo che fu poi fatto proprio dal Child, da John Meier (per le ballate in lingua tedesca) e da altri grandi studiosi del genere.
Contemporaneamente, assieme ai figli di Jón Sigurðsson, Grundtvig mandò avanti la sua edizione delle ballate popolari islandesi, terminate di pubblicare nel 1885 con il titolo (islandese) di Íslenzk fornkvæði ("Antiche poesie islandesi"). In pochi anni, Grundtvig era riuscito a creare una rete di 330 investigatori in tutta la Danimarca, che andavano alla ricerca di canzoni popolari (dei veri song-catchers), le trascrivevano e le inviavano a Grundtvig che si occupava della loro catalogazione e studio. Il materiale raccolto da Grundtvig e dai suoi investigatori fu così talmente immenso, che nel 1904 Axel Olrik dovette fondare un'istituzione e una fondazione apposita, la Dansk Folkemindesamling ("Associazione per la memoria popolare danese") per accoglierlo e conservarlo. Fu la base del Museum for Danmarks folkeminder ("Museo della memoria popolare danese"), tuttora esistente.
Grundtvig non si limitò alla poesia, con le ballate popolari: cominciò a raccogliere, e a far raccogliere, anche tutto il patrimonio della narrazione tradizionale, pubblicandolo in tre volumi tra il 1876 e il 1883 con il titolo di Danske Folkeæventyr ("Fiabe popolari danesi"). Nel frattempo cominciarono a essere pubblicate antologie di tutto il materiale raccolto da Grundtvig (nel frattempo divenuto una vera e propria istituzione nazionale), tra le quali Danmarks folkeviser i udvalg ("Antologia delle ballate popolari danesi"), illustrata dal pittore e amico d'infanzia Lorenz Frølich.
Nel 1863 Svend Grundtvig era stato nominato per chiara fama docente di filologia nordica preso l'università di Copenaghen. L'anno dopo, nel 1864, scoppiò una nuova guerra con la Germania per il possesso della provincia dello Schleswig-Holstein (Slesvig in danese); la sconfitta della Danimarca provocò a Grundtvig un colpo durissimo, che arrivò a minare la sua salute e rallentò non poco la sua attività lavorativa (fino a quel punto assolutamente instancabile). Nonostante questo, continuò a lavorare al suo dizionario danese e all'edizione critica dell'Edda antica. Attività che proseguirono fino alla morte, avvenuta improvvisamente il 14 luglio 1883 per un attacco fulminante di gastroenterite acuta.
Il lavoro di Svend Grundtvig sulla poesia e sulle tradizioni popolari fu riconosciuto come fondamentale e ricevette unanimi apprezzamenti. Tuttora Svend Grundtvig è considerato in Danimarca come uno dei fondatori dello spirito nazionale danese.